# Weir W.1
Die Weir W.1 (auch Cierva C.28) war ein Tragschrauber, der Anfang der 1930er Jahre in einem Exemplar in Großbritannien bei der G. & J. Weir Ltd. konstruiert und gebaut wurde. Lediglich das Rotorsystem stammte von der Cierva Autogiro Company. Innerhalb der Sequenz der Cierva-Bezeichnungen erhielt der Entwurf die Nummer C.28. Die W.2 war eine Weiterentwicklung, mit der eine neue Technik des Sprungstarts erprobt wurde.

## Geschichte
Bereits mit der Gründung der Cierva Autogiro Company im Jahr 1928 begann eine starke Verflechtung mit der schottischen G. & J. Weir Ltd. So war James George Weir von Beginn an nicht nur Finanzier, sondern agierte auch bis 1951 als Chairman von Cierva Autogiro. Im Sommer 1932 beschloss James Weir die Entwicklung eines eigenen Tragschraubers nach dem Cierva-Vorbild. Zu dem Entschluss hat wahrscheinlich beigetragen, dass kurz vorher seine Ehefrau als erste Frau in England eine Lizenz zum Fliegen von Tragschraubern erhalten hatte. Weir beabsichtigte einen kleinen, leichten einsitzigen Tragschrauber zu bauen und verfolgte damit die Entwicklungsrichtung eines preisgünstigen und sicheren Transportmittels, die Cierva ebenfalls als zukunftsweisend ansah.
Entwickler der W.1 waren Fred L. Hodgess und R. F. Bower in Cathcart in der Nähe von Glasgow, wo die Maschine auch gebaut wurde. Cierva in England unterstützte die Entwicklung durch eine intensive Beratung. Die im Frühjahr 1933 fertiggestellte Maschine hatte einen Motor, der von einem bei Douglas in Bristol konstruierten Dryad-Motor abgeleitet war. Der als Zweizylinder-Boxermotor ausgelegte Dryad HO-2 leistete 40 PS. Nach anderen Quellen handelte es sich jedoch um ein Pixie-Triebwerk.
Für den Erstflug wurde das Flugzeug nach Hanworth transportiert, wohin Cierva 1931/32 seinen Sitz verlegt hatte. Vorher hatte Cierva seit Beginn der Tragschrauberproduktion den Werksflugplatz von Avro in Hamble bei Southampton für diese Aufgabe verwendet. Juan de la Cierva führte den Erstflug im Mai 1933 wie üblich selbst durch. Die Maschine trug auf dem Rumpf das zur Musterbezeichnung passende B-Class-Erprobungskennzeichen W-1.
Die Flugerprobung erbrachte keine zufriedenstellende Ergebnisse. Wegen der geringen Größe und der Leichtbaukonstruktion, neigte die W.1 selbst mit dem kleinen Triebwerk zu starken Schwingungen. Hinzu kam die fehlende Richtungsstabilität und eine ungeeignete Vorrichtung für die Prärotation des Rotors vor dem Start zur Verkürzung der Startstrecke. Nach der Rückführung nach Schottland führte Weir einige Verbesserungen durch und brachte danach im Dezember 1933 die W.1 zur Fortführung der Tests wieder nach Hanworth. Am 21. Dezember wurde die Maschine bei einer missglückten Landung jedoch so stark beschädigt, dass sie nicht mehr repariert werden konnte.
Eine Weiterentwicklung der W.1 war die W.2, die vornehmlich zur Erprobung des neuen, von Weir entwickelten Auto-Dynamic-Rotorkopfs, der einen Sprungstart ermöglichte, eingesetzt werden sollte. Der Erstflug erfolgte im März 1934 ebenfalls in Hanworth (nach anderen Quellen in Glasgow von dem zwei Jahre zuvor eröffneten Flugfeld RAF Abbotsinch). Das nun eingesetzte Weir-Dryad-O-92-Triebwerk (auch Dryad II genannt) war mit 45 bis 50 PS etwas leistungsstärker, die Maschine war jedoch weiterhin deutlich untermotorisiert. Das B-Class-Kennzeichen war W-2. Für eine eventuelle spätere Serienfertigung war ein Preis von 355 Pfund Sterling vorgesehen.
Bei der Flugerprobung zeigten sich bei der W.2 ähnliche Probleme, wie sie zuvor schon bei der W.1 aufgetreten waren. So konnten die im Flug auftretenden starken Vibrationen nicht beseitigt werden. Hinzu kam, dass die Flugleistungen weit hinter den Erwartungen zurückblieben. Bei den Tests erreichte die W.2 eine Gesamtflugzeit von etwa 10 Stunden. Während des Zweiten Weltkriegs war die Maschine eingelagert; erst 1953 wurde sie in Hendon kurzzeitig als Ausstellungsstück bei der von der britischen Boulevardzeitung Daily Express veranstalteten Ausstellung Fifty Years of Flying der Öffentlichkeit zugänglich gemacht. Derzeit (2018) ist die W.2 in der Luftfahrtsammlung des National Museum of Scotland in Edinburgh ausgestellt.

## Konstruktion
Die W.1 und W.2 besaßen einen Rumpf in Sperrholz-Halbschalenbauweise und einen faltbaren Zweiblatt-Rotor mit einem Durchmesser von 8,53 m. Zur Flugsteuerung verwendeten sie die erstmals in der Cierva C.19 Mk. V erprobte und parallel bei der Cierva C.30 in die Serienfertigung eingeführte „Direktsteuerung“ (direct control). Hierzu konnte der Rotorkopf in jede Richtung gekippt werden und es waren keine aerodynamischen Flächen zur Steuerung mehr notwendig. Der Auto-Dynamic-Rotorkopf der W.2 war eine Weiterentwicklung des Direktsteuerungsverfahrens. Hier waren die Schwenkgelenke des Rotors schräggestellt und hatten keine Reibungsdämpfer, um eine sehr schnelle Verstellung des Anstellwinkels und damit einen Sprungstart zu ermöglichen. Hierzu wurde der Rotor vor dem Start in Drehung über die eigentliche Drehzahl der Autorotation hinaus versetzt und anschließend, die in der Überdrehzahl des Rotors gespeicherte kinetische Energie durch eine schlagartige kollektive Änderung des Anstellwinkels der Rotorblätter aus der Nullstellung, in eine Aufwärtsbewegung umgewandelt.
Diese Cierva-Entwicklung wurde dann noch an der Weir W.3 und Weir W.4 sowie im Juli 1936 an einer Cierva C.30A (Kennzeichen G-ACWF) erprobt, bevor Cierva Autogiro im März 1937 den Auto-Dynamic-Rotorkopf endgültig als Fehlschlag erkennen musste.

## Technische Daten
| Kenngröße             | W.1                       | W.2                                 |
| --------------------- | ------------------------- | ----------------------------------- |
| Besatzung             | 1                         | 1                                   |
| Länge                 | 4,58 m                    | 4,27 m                              |
| Rotordurchmesser      | 8,54 m                    | 8,54 m                              |
| Rotordrehzahl         |                           | 200 min−1                           |
| Höhe                  |                           | 2,29 m                              |
| Leermasse             |                           | 179 kg                              |
| max. Startmasse       | 250 kg                    | 277 kg                              |
| Höchstgeschwindigkeit | 160 km/h                  | 152 km/h                            |
| Reisegeschwindigkeit  | 120 km/h                  | 144 km/h                            |
| Reichweite            |                           | 320 km                              |
| Triebwerk             | 1 × Douglas Dryad (40 PS) | 1 × Weir O-92 (Dryad II) (45–50 PS) |